# Tsurugisan
Le Tsurugisan (剣山) est un train express existant au Japon et exploité par la compagnie JR Shikoku, qui relie les villes de Tokushima et Miyoshi. Son nom fait référence au mont Tsurugi.

## Gares desservies
Le Tsurugisan circule de la gare de Tokushima à la gare d'Awa-Ikeda en empruntant les lignes Kōtoku, Tokushima et Dosan.
| Nom des gares  |
| -------------- |
| Tokushima      |
| Kuramoto       |
| Ishii*         |
| Kamojima       |
| Awa-Kawashima* |
| Awa-Yamakawa   |
| Anabuki        |
| Sadamitsu      |
| Awa-Kamo       |
| Awa-Ikeda      |

Les gares marquées d'un astérisque ne sont pas desservies par tous les trains.

## Matériel roulant
Les services Tsurugisan sont effectués par des rames série KiHa 185.